# 池田松次郎
池田 松次郎（いけだ しょうじろう、1915年10月28日 - 1983年7月8日）は、日本の経営者。京都府出身。

## 経歴
1936年に彦根高等商業学校を卒業し、同年に丸紅の前身である大同貿易に入社。
1963年5月に丸紅飯田取締役に就任し、常務、専務を経て、1975年に副社長に就任し、1981年6月に社長に昇格した。
やがて体調不良で社長の座を春名和雄に譲り、1983年7月8日腎不全のために死去。67歳没。